# Ília
Ília (Ilia) är en ort i Grekland.   Den ligger i prefekturen Nomós Evvoías och regionen Grekiska fastlandet, i den centrala delen av landet, 110 km nordväst om huvudstaden Aten. Ília ligger 27 meter över havet och antalet invånare är 233. Den ligger på ön Euboia.
Terrängen runt Ília är kuperad. Havet är nära Ília söderut. Runt Ília är det ganska tätbefolkat, med 54 invånare per kvadratkilometer. Närmaste större samhälle är Loutrá Aidhipsoú, 6,7 km väster om Ília. I omgivningarna runt Ília växer i huvudsak blandskog.